# Otitoma oneili
Otitoma oneili é uma espécie de gastrópode do gênero Otitoma, pertencente a família Pseudomelatomidae.